# Hapalochlaena lunulata
Hapalochlaena lunulata är en bläckfiskart som först beskrevs av Jean René Constant Quoy och Joseph Paul Gaimard 1832.  Hapalochlaena lunulata ingår i släktet blåringade bläckfiskar, och familjen Octopodidae. Inga underarter finns listade i Catalogue of Life.

## Bildgalleri

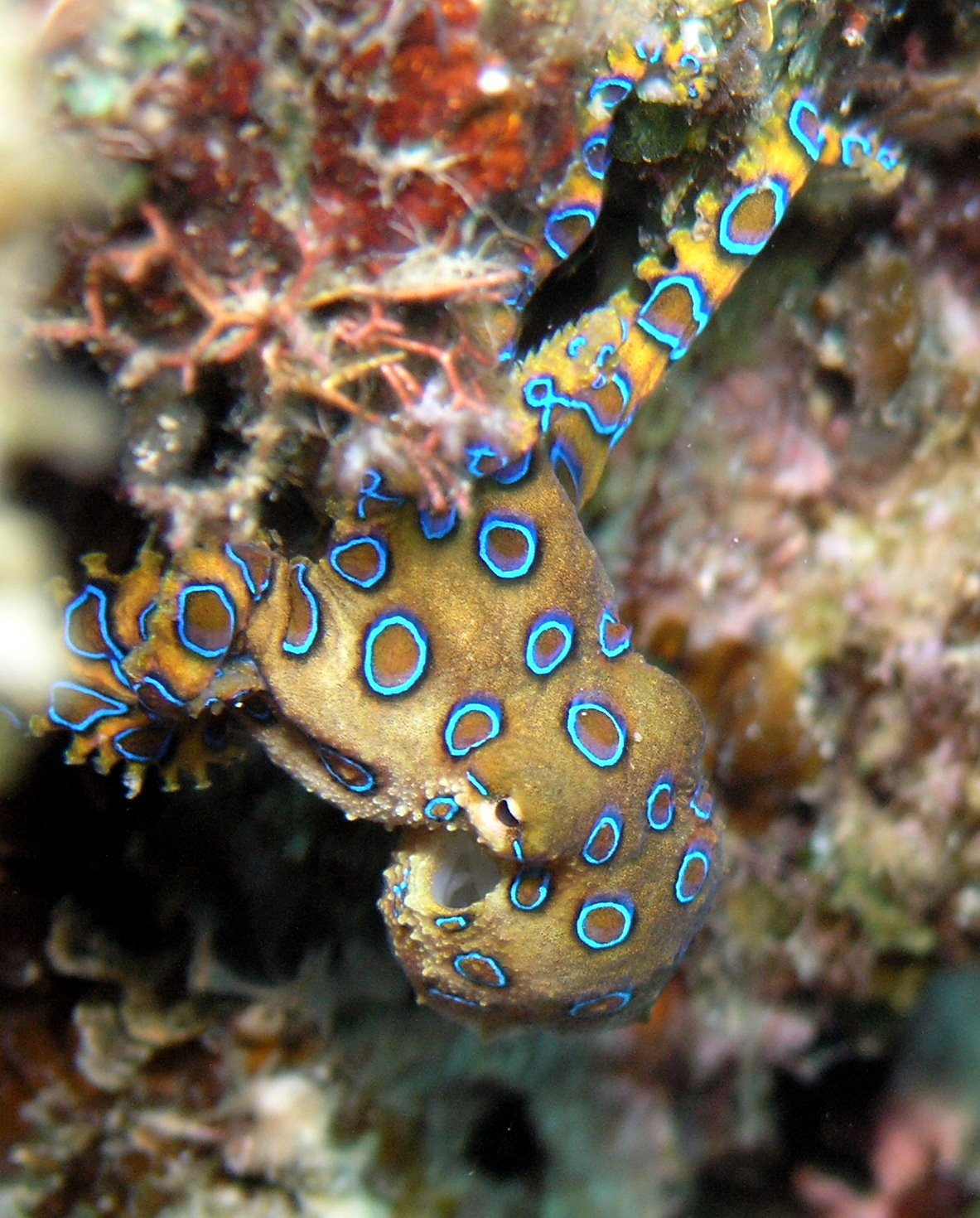
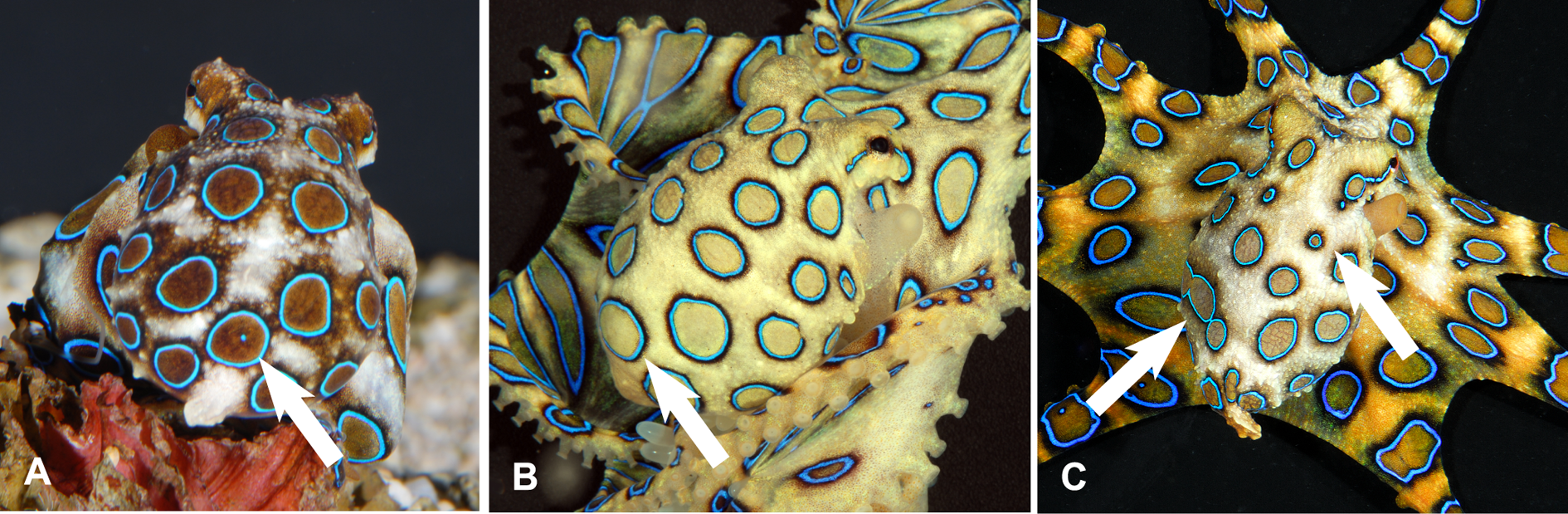